# Megaloblatta blaberoides
Megaloblatta blaberoides (лат.) — вид насекомых из семейства Ectobiidae отряда тараканообразных. Это один из крупнейших тараканов в мире по длине тела и размаху крыльев. Встречается в Никарагуа, Коста-Рикае, Панаме и Колумбии (единственный центральноамериканский вид рода Megaloblatta).

## Описание
M. blaberoides известны своим исключительно крупным размером. Они бывают до 18,5 см в размахе крыльев.